# بادنجك
محلة بادنجك هي حارة من حارات مدينة حلب شمال سوريا وتقع في منطقة حلب القديمة. تتبع المحلة لحي محمد بك أو باب النيرب.

## الجغرافيا
محلها جنوبي الجادة الكبرى التابعة لجادة حي محمد بك أو باب النيرب كما هو متعارف عليه. ويحدها جنوباً حديقة معروفة وحارة الكتان وغرباً السخانة وشمالاً جادة باب النيرب وشرقاً البرية ومقابر باب النيرب.

## التاريخ

### أصل التسمية
قيل أن اسمها محرف عن «ميدان جك» وهي لفظة تركية، معناها الميدان الصغير وكأنها سميت بهذا الاسم لميدان صغير في حضرة جامعها. وقيل أن لفظة «بادنجك» أصلها من الفارسية ومعناها يتألف من كلمة "بادي"، أي الهوائي و"جك"، أي الصغير، وهي فتحة هوائية صغيرة في البيت العربي التقليدي أو "الملقف" وصانعها هو البادنجكي. وقيل أنها تحريف "بادمجك" بمعنى شجرة اللوز الصغيرة.

## السكان
عدد دورها عند بدأ التسجيل في عام 1922م 92 دار. كانت تضم في ذلك الوقت 437 ذكرا 428 أنثى، فالمجموع 865 نسمة وكلهم من المسلمين.

## التقسيمات الإدارية
- التقسيم البريدي: تقع في المنطقة (2) في حي محمد بك ويحمل الرقم (1).
- التقسم العقاري: يتوزع بين المنطقتين (11 و12).
- التقسيم الخدمي: في المنطقة (6)، قطاع (باب النيرب).
- التقسيم المدني: في الشعبة (2).[1]

## جامع بادنجك
عمّر جامع بادنجك في أواسط القرن 17 م. ويقع في الزقاق المنسوب إليه. وسط صحن الجامع المربع يوجد حوض ماء وكانت تجري إليه الماء من فائض قسطل علي بك. وفي شمالي الصحن رواق وفي جنوبه قبلية، فيها منبر. وفي غربها كوة نافذة إلى حجرة مهدوم سقفها ومدفون فيها واقف الجامع واسمه يعقوب بن يغمور وهو المكتوب على نجفة باب القبلية. وكان أمام جداره الشرقي بئر ما، ألغيت وما تزال حمالة البكرة معلقة إلى الآن، وهي من الحديد المشغول ولهذا الجامع منارة ومنبر وله من الأوقاف دار في المحلة.يتكون المسقط الأفقي للجامع من مدخل في الجهة الغربية على يمينه جنوباً سبيل ماء متوقف، ويؤدي المدخل إلى دهليز منكسر على شكل حرف إل يسقفه قبو متقاطع، ثم قبو متطاول. ويعلو الدهليز مئذنة الجامع، وفي شرق الدهليز تقع مطاهر كانت سابقاً غرفة للإمام لها جدار مطل على الصحن جنوباً.